# Tuffi ai Giochi della XX Olimpiade
Si sono svolti 4 eventi: le gare dal trampolino e dalla piattaforma, sia maschili sia femminili.

## Podi

### Uomini
| Evento                      | Oro            | Perform. | Argento          | Perform. | Bronzo           | Perform. |
| Trampolino 3 m (dettagli)   | Vladimir Vasin | 594,09   | Giorgio Cagnotto | 591,63   | Craig Lincoln    | 577,29   |
| Piattaforma 10 m (dettagli) | Klaus Dibiasi  | 504,12   | Richard Rydze    | 480,75   | Giorgio Cagnotto | 475,83   |

### Donne
| Evento                      | Oro          | Perform. | Argento         | Perform. | Bronzo         | Perform. |
| Trampolino 3 m (dettagli)   | Micki King   | 450,03   | Ulrika Knape    | 434,19   | Marina Janicke | 430,92   |
| Piattaforma 10 m (dettagli) | Ulrika Knape | 390,00   | Milena Duchková | 370,92   | Marina Janicke | 360,54   |

## Medagliere
| Posizione | Paese            | Oro | Argento | Bronzo | Totale |
| --------- | ---------------- | --- | ------- | ------ | ------ |
| 1         | Italia           | 1   | 1       | 1      | 3      |
| 1         | Stati Uniti      | 1   | 1       | 1      | 3      |
| 3         | Svezia           | 1   | 1       | 0      | 2      |
| 4         | Unione Sovietica | 1   | 0       | 0      | 1      |
| 5         | Cecoslovacchia   | 0   | 1       | 0      | 1      |
| 6         | Germania Est     | 0   | 0       | 2      | 2      |
| Totale    | Totale           | 4   | 4       | 4      | 12     |